# Phyllachora morthieri
Phyllachora morthieri är en svampart som först beskrevs av Karl Wilhelm Gottlieb Leopold Fuckel, och fick sitt nu gällande namn av Karl Wilhelm Gottlieb Leopold Fuckel 1870. Phyllachora morthieri ingår i släktet Phyllachora och familjen Phyllachoraceae.   Inga underarter finns listade i Catalogue of Life.